# Język duńsko-norweski
Język duńsko-norweski – język typu koiné, który rozwinął się na terytorium Królestwa Danii i Norwegii (1536–1814), z którego wykształciły się później oba warianty literackie języka norweskiego: bokmål i nynorsk. W momencie powstania unii ze Szwecją, język już znacznie różnił się od macierzystego duńskiego, zwłaszcza pod względem wymowy.
W kontekście XIX i XX w. terminu tego używa się na określenia konserwatywnej formy wariantu bokmål, używanej przez edukowane i wyższe warstwy społeczne dużych miast. W roku 1929 nazwę język duńsko-norweski przedstawiono jako jedno z proponowanych określeń na odmianę języka zwaną dotychczas riksmål. Propozycja przepadła w Stortingu jednym głosem.